# Ryse: Son of Rome
Ryse: Son of Rome es un videojuego desarrollado por Crytek que fue lanzado el 22 de noviembre de 2013 para la consola Xbox One. También se lanzó para Microsoft Windows en 2014 en resolución 4K.

## Argumento
En este juego encarnamos a Marius Titus, un centurión romano, durante la época del emperador Nerón; una época bastante convulsa para el Imperio romano.
La historia comienza cuando Marius regresa a su casa en Roma tras alistarse en el ejército. Tras una larga charla con su padre, antaño general romano, sobre su futuro y unas sesiones de entrenamiento, un grupo de bárbaros atacan la ciudad matando a su madre, su hermana y finalmente también a su padre. A partir de este momento, Marius se une a la legión para comenzar su venganza y descubrir la verdad sobre la muerte de su padre por todo el Imperio.
Esta épica historia cuenta con la aparición de personajes históricos y elementos sobrenaturales con la intervención de los dioses.

## Sistema de juego
El modo de juego se basa en el control del general romano Marius Titus. Los jugadores trabajan con la infantería romana, pudiendo darles órdenes.  La jugabilidad consiste en el uso movimientos de bloqueo fuertes para romper los combos enemigos y establecer un movimiento de ejecución. Contará con el apoyo de los otros soldados romanos que recibirán órdenes. El componente histórico no es del todo exacto. Se lleva a cabo en una línea de tiempo alterna y los desarrolladores han elaborado buena parte del combate y tácticas del juego de "las innumerables campañas romanas que llevaron el concepto de moderno a la guerra total". La historia sigue la vida de Marius desde la infancia hasta convertirse en un líder del ejército romano. La historia se define como "una historia épica de venganza que abarca toda la vida". Crytek ha confirmado quince personajes del nivel Héroe que también aparecerán en la historia de Marius. Los jugadores controlarán a Marius con el mando de la consola y darán órdenes a los otros soldados romanos mediante los comandos de voz del Kinect.
También habrá un modo multijugador cooperativo, donde los jugadores lucharán entre sí en un entorno de arena de gladiadores.

## Desarrollo
Ryse: Son of Rome se presentó originalmente como Codename: Kingdoms durante la conferencia de prensa de Microsoft en el E3 de 2010, junto con el anuncio de que estaba siendo desarrollado por Crytek. Durante la conferencia de prensa de Microsoft en el E3 de 2011, Ryse fue anunciado como un videojuego exclusivo de la consola Xbox 360 e iba a necesitar Kinect. El anuncio trajo un tráiler del videojuego.
En junio de 2012, Phil Spencer, vicepresidente corporativo de Microsoft Game Studios, mantuvo que el videojuego todavía estaba en desarrollo. Le preguntaron que si iba a ser necesario el Kinect, a lo que respondió: "El Kinect será una parte del juego, absolutamente" desmintiendo las especulaciones sobre la posibilidad de jugar sin usar Kinect.
En mayo de 2013, después del anuncio de la consola Xbox One, Ryse cambió de ser exclusivo de Xbox 360 a ser exclusivo de Xbox One. En junio de 2013, en la conferencia de prensa de Microsoft en el E3 de 2013, Crytek mostró un vídeo del videojuego. El Kinect ya no era necesario absolutamente, solamente para las órdenes mediante comandos de voz y los gestos.

## Recepción
Ryse: Son of Rome ha recibido críticas mixtas de los críticos. Actualmente posee una puntuación de 60 en Metacritic. Electronic Gaming Monthly elogió las imágenes pero criticó el combate repetitivo y dio a Ryse una puntuación de 7.5/10. GameSpot fue más crítico con el juego, sin embargo, teniendo en cuenta las grandes representaciones visuales y actuaciones vocales critica el "combate superficial y repetitivo", camino lineal, y multijugador, anotando un 4/10. Hex de Good Game dio al juego un 8.5/10 diciendo que "la actuación de voz y captura de movimiento es de primera categoría, con un hermoso diálogo señorial". GameZone le dio un 7.5/10, afirmando: "Claro, Ryse: Son of Rome es un juego magnífico, posiblemente el juego de lanzamiento más vistoso de Xbox One a pesar de su resolución sub-1080p".